# Nadia Olla
Nadia Kelly Olla (* 7. Februar 2000) ist eine neuseeländische Fußballtorhüterin, die bei der WM 2019 „Nummer 3“ im Tor der neuseeländischen Nationalmannschaft der Frauen war. Sie spielt bei Western Springs AFC.

## Karriere

### Nationalmannschaft
Im Januar 2016 nahm sie mit der U-17 an der U-17-Fußball-Ozeanienmeisterschaft der Frauen 2016 teil, die in Matavera auf den Cookinseln stattfand. Sie stand dort bei den 11:0-Siegen gegen Samoa und Fidschi im Tor. Als Ozeanienmeister qualifizierten sich die Neuseeländerinnen für die U-17-Fußball-Weltmeisterschaft der Frauen 2016 in Jordanien. Dort stand sie nur beim 5:0-Sieg im letzten Gruppenspiel im Tor. Da beide die ersten beiden Spiele verloren hatten, hatten sie schon vor dem Spiel keine Chance mehr die K.-o.-Runde zu erreichen.
Im Juli 2017 nahm sie mit der U-20-Mannschaft an der U-20-Fußball-Ozeanienmeisterschaft der Frauen in Tonga teil. Wie schon bei den U-17-Turnieren musste sie sich den Platz im Tor mit Anna Leat teilen und kam nur beim 12:0 gegen Neukaledonien und 6:0 gegen Samoa zum Einsatz. Ihre Mannschaft qualifizierte sich als Ozeanienmeister für die U-20-Fußball-Weltmeisterschaft der Frauen 2018 in Frankreich. Sie wurde dann zwar für die WM nominiert, dort stand aber Leat in den drei Spielen im Tor nach denen die Neuseeländerinnen ausschieden.
Lediglich Olla wurde dann für die  Fußball-Ozeanienmeisterschaft der Frauen 2018 nominiert. Dort kam sie am 28. November beim 8:0 gegen Neukaledonien zu ihrem ersten A-Länderspiel. Als Turniergewinner qualifizierten sich die Neuseeländerinnen für die WM 2019 und die Olympischen Spiele 2020.
Für den Cup of Nations im Februar/März wurde sie nicht nominiert. Für die beiden Spiele gegen Norwegen im April wurde sie dann als Ersatz von Anna Leat nominiert. Sie wurde aber weder im inoffiziellen noch offiziellen Spiele eingesetzt. Am 29. April wurde sie als jüngste Neuseeländerin und Spielerin mit den wenigsten Länderspielen für die WM in Frankreich nominiert. Bei der WM, bei der die Neuseeländerinnen nach der Gruppenphase ausschieden, kam sie nicht zum Einsatz.

## Erfolge
- U-17-Ozeanienmeister 2016
- U-20-Ozeanienmeister 2017
- Ozeanienmeister 2018